# Șîrokîi Luh, Teceu
Lunca Largă (în ucraineană Широкий Луг) este localitatea de reședință a comunei Șîrokîi Luh din raionul Teceu, regiunea Transcarpatia, Ucraina.

## Demografie
Componența lingvistică a localității Șîrokîi Luh
     Ucraineană (99,75%)
     Alte limbi (0,25%)
Conform recensământului din 2001, majoritatea populației localității Șîrokîi Luh era vorbitoare de ucraineană (99,75%), existând în minoritate și vorbitori de alte limbi.